# Four sea interludes
Four sea interludes is een compositie van Benjamin Britten.
Britten schreef in 1944 zijn wellicht bekendste opera en zeker zijn opera, die relateerde aan het gewone leven. Peter Grimes gaat over een hardhandige visser, Peter Grimes, uit Aldeburgh, een vissersdorp in Engeland aan de Noordzee. De opera sprak de mensen direct aan en werd standaardrepertoire als opera. Britten arrangeerde tegelijkertijd een orkestrale suite, bestaande uit vier tussenspelen (interludes). De eerste uitvoeringen van opera en suite volgden elkaar in rap tempo op. De eerste voorstelling van de opera vond plaats op 7 juni 1945, die van de suite op 13 juni. Britten dirigeerde de Four sea interludes toen zelf in de Cheltenham Town Hall. 
Britten voegde zich met zijn Four sea interludes bij zijn leraar Frank Bridge, die eerder de De zee-suite op papier had gezet en Claude Debussy met zijn La Mer.
De suite bestaat uit vier delen, waarvan de thema’s voor zichzelf spreken:
1. Dawn; tempo: Tempo lento e tranquillo
2. Sunday morning; tempo: Allegro spirituoso
3. Moonlight; tempo: Andante comodo e rubato
4. Storm; tempo: Presto con fuoco

Het deel Storm relateert eigenlijk aan de innerlijke onrust van Peter Grimes, maar past natuurlijk ook bij de wens van zeelui om bij een dergelijke wind een veilige haven in te gaan.
Later dat jaar bewerkte Britten nog een vijfde stuk uit de opera; het werd Passacaglia.
Orkestratie:
- 2 dwarsfluiten/piccolo's, 2 hobo’s, 2 klarinetten waarvan 1 ook Es-klarinet, 2 fagotten, 1 contrafagot
- 4 hoorns, 3 trompetten, 3 trombones, 1 tuba
- pauken, 2 man/vrouw percussie voor kleine trom, grote trom, bekken, gong, xylofoon, buisklokken in Es en Bes, tamboerijn, 1 harp,
- violen, altviolen, celli, contrabassen